# Gardets musikkår

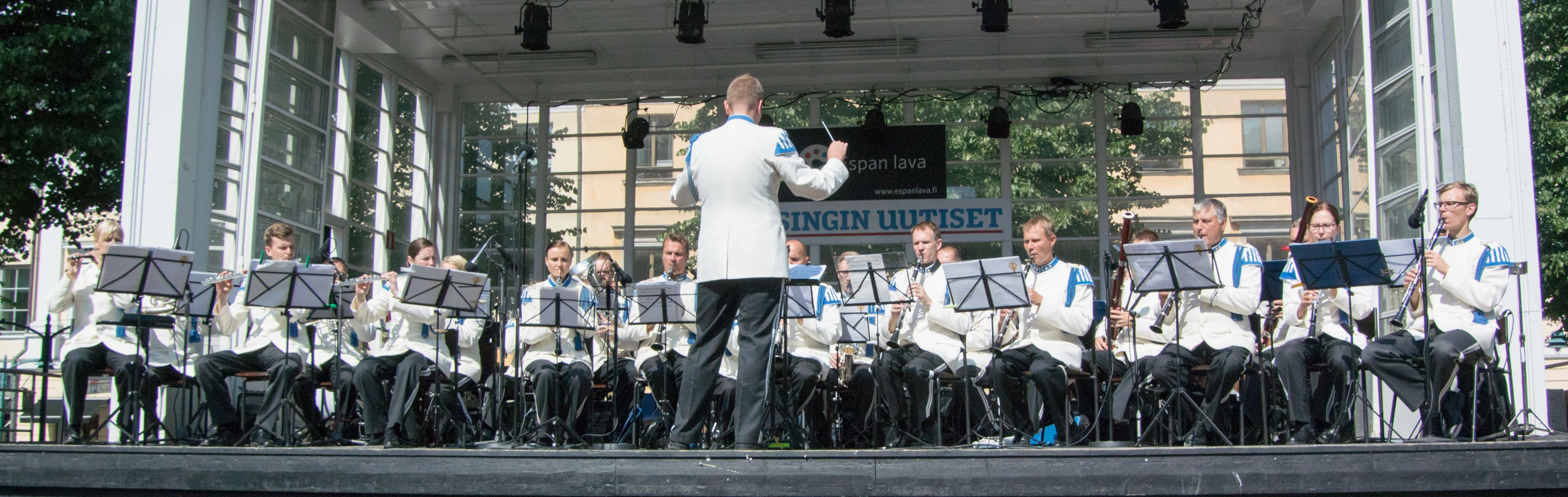
Gardets musikkår

Gardets musikkår (finska: Kaartin soittokunta) är en finsk militärmusikkår som grundades 1819 och är den äldsta fortfarande verksamma yrkesorkestern i Finland. Numera är Gardets musikkår med sina 48 musiker försvarsmaktens representationsmusikkår, som förutom vid försvarsmaktens egna evenemang även uppträder vid statliga evenemang såsom statsbesök och festmottagningen på självständighetsdagen som Republikens president står värd för. Musikkårens musik är även en viktig del av diplomatiska ceremonier då Finlands president tar emot främmande staters diplomater och statschefer.
Musikkårens hemort är Helsingfors och den är en del av Gardetsjägarregementet.
Orkestern anordnar även egna konserter året runt. Vårkonserterna bjuder på underhållningsmusik med toppsolister. Klassisk orkestermusik ljuder på militärmusikens traditionsdagens konsert som spelas årligen i Musikhuset i Helsingfors.
Tölö-konserterna presenterar modern blåsorkestermusik med gästande solister och dirigenter i Tempelplatsens kyrka fyra gånger om året. Julkonserten anordnas årligen i Johanneskyrkan.